# Palpita viriditinctalis
Palpita viriditinctalis es una especie de polillas perteneciente a la familia Crambidae. Fue descrita por George Hampson en 1918. Se encuentra en Perú.